# ZSM-5
ZSM-5, (en inglés Zeolita Socony Mobil - 5) es una zeolita mineral. Su fórmula química es NanAlnSi96-nO192·16H2O (0<n<27). Patentado por Mobil Oil Company en 1975, es ampliamente utilizado en la industria del petróleo como catalizador heterogéneo de reacciones de isomerización de hidrocarburos.

## Estructura

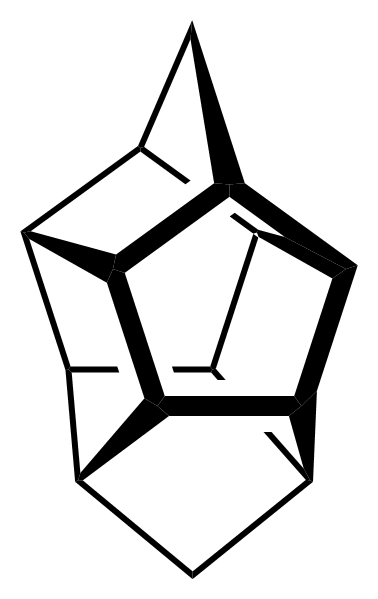

ZSM-5 se compone de varias unidades pentasil unidos entre sí por puentes de oxígeno para formar cadenas pentasil. Una unidad se compone de ocho pentasil anillos de cinco miembros. En estos anillos, los vértices son Al o Si y una O se supone que es en régimen de servidumbre entre los vértices. Las cadenas pentasil están interconectadas por puentes de oxígeno para formar láminas con agujeros de 10 anillos. Cada lámina está conectada por puentes de oxígeno para formar una estructura con "recta de 10 canales de anillo que corre paralela a las ondulaciones sinusoidales y canales de 10-anillo perpendicular a las hojas". Las capas adyacentes a las láminas están relacionadas por un punto de inversión. El tamaño de poro estimado del canal que va paralelo a las ondulaciones es 5.4-5.6 Å.
El ZSM-5 se sintetizó por primera vez por Argauer y Landolt en 1972. Es una zeolita de poro medio de canales definidos por diez eslabones. La síntesis consiste en tres soluciones diferentes. La primera solución es la fuente de iones de aluminio, los iones de sodio e hidróxido, en presencia de exceso de base, la alúmina se forma soluble de Al (OH)4 -  iones. La segunda solución tiene el catión tetrapropilamonio que actúa como un agente plantilla. La tercera solución es la fuente de la sílice, uno de los elementos básicos de la estructura del marco de una zeolita. La mezcla de las tres soluciones produce tetrapropilamonio sobresaturada ZSM-5, que se puede calentar para recristalizar y producir un sólido.

## Antecedentes de la invención
Las pentasil-zeolitas se definen por su tipo de estructura, y más concretamente por su XRD. ZSM-5 es el nombre comercial de un pentasil-zeolita.
Ya en 1967, Argauer y Landolt elaborado los parámetros para la síntesis de pentasilzeolites, en particular las relativas a las relaciones molares siguientes: OH  -  / SiO  2  = 0.07-10, SiO  2  / Al  2 </ sub> O  3  = 500 a 100, H < sub> 2  O / SiO  2  = 1 a 240. Sin embargo, el procedimiento Argauer y Landolt logró sintetizar en una fase bastante pura zeolita ZSM-5, sólo si las aminas orgánicas son una función de la estructura que da (es decir, la función de plantilla), como los compuestos tetrapropyleneammonium fueron utilizados. Publicaciones posteriores han revelado los métodos de realización de la síntesis de zeolitas pentasil-sin necesidad de las plantillas orgánicas muy caros, tóxicos y fácilmente inflamables amina. Publicaciones posteriores han revelado todavía otros sustitutos de estas aminas. Además de su costo, toxicidad e inflamabilidad, las aminas están desfavorecidas porque están sujetas a la descomposición térmica que puede destruir la estructura de la zeolita. Otras publicaciones han dado a conocer las modificaciones del proceso de Argauer y Landolt dirigidas a mejorar la reactividad del sistema SiO  2  y Al  2  O  3  materiales de partida.

## Síntesis
ZSM-5 es una zeolita sintética, estrechamente relacionada con la ZSM-11. Hay muchas maneras de  sintetizar ZSM-5, un método común es el siguiente:
SiO2  + NaAlO2  + NaOH + N(CH2CH2CH3 )4Br + H2O → ZSM-5 + analcima + alfa-cuarzo
ZSM-5 se prepara típicamente a alta temperatura y alta presión en un autoclave cubierto de Teflón y se puede preparar con diferentes proporciones de SiO2  y los compuestos que contienen Al.

## Usos

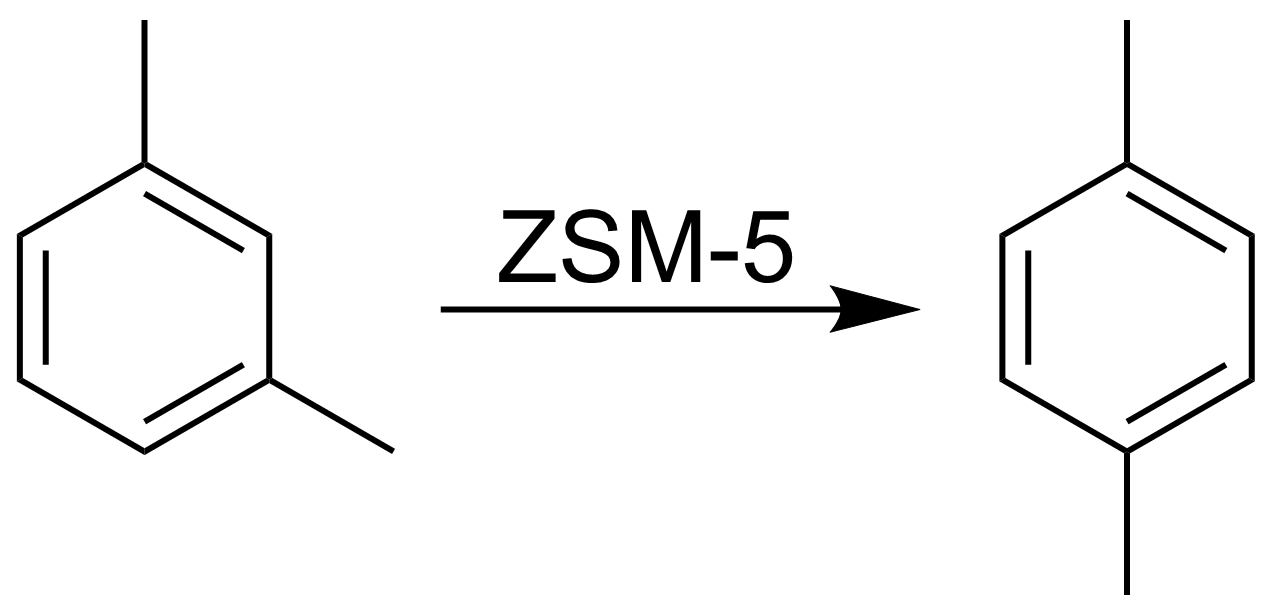

ZSM-5 tiene una alta proporción de silicio de aluminio. Cada vez que un  Al 3+  catión reemplaza Si4+  catión, una carga positiva se requiere para mantener el material de carga neutra. Con protón (H + ) como el catión, el material está muy ácido. Así, la acidez es proporcional al contenido de Al. La estructura 3-D y la acidez de la ZSM-5 se pueden utilizar para reacciones catalizadas por ácido, tales como la isomerización de hidrocarburos y la alquilación de los hidrocarburos. Una de estas reacciones es la isomerización de la meta-xileno de para-xileno. Dentro de los poros de la zeolita ZSM-5, p-xileno tiene un coeficiente de difusión mucho mayor que los m-xileno. Cuando la reacción de isomerización se permite que ocurra dentro de los poros de la ZSM-5, el p-xileno es capaz de atravesar a lo largo de los poros de la difusión de la zeolita, de un catalizador muy rápidamente. Este tamaño de selectividad permite que la reacción de isomerización para producir rápidamente con un alto rendimiento.
ZSM-5 se ha utilizado como material de apoyo para la catálisis. En un ejemplo de ello, el cobre se deposita en la zeolita y una corriente de etanol se pasa a través a temperaturas de 240 a 320 °C como una corriente de vapor, que hace que el etanol se oxide a acetaldehído. Parece que el tamaño de los poros específicos de ZSM-5 es beneficioso para este proceso, ya que también funciona para otros alcoholes y oxidaciones. El cobre es a veces combinado con otros metales, como cromo, para afinar la diversidad y especificidad de los productos, ya que es probable que sea más de uno. El ácido acético es un ejemplo de un posible subproducto de la oxidación de cobre caliente.